# Milagros Caiña Carreiro-Andree

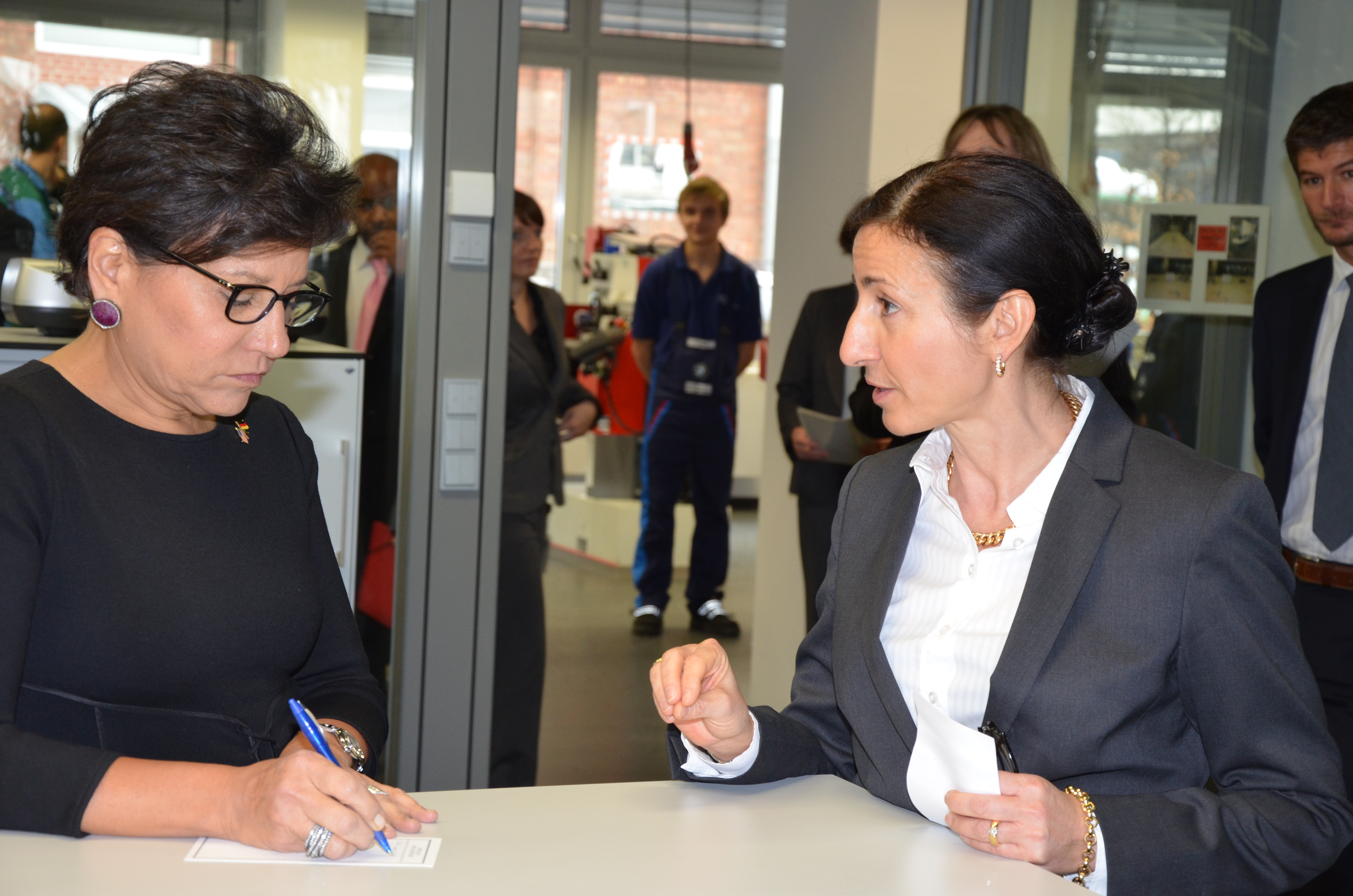
US-Handelsministerin Penny Pritzker (links) und Milagros Caiña Carreiro-Andree (2013)

Milagros Caiña Carreiro-Andree (auch Milagros Caiña-Andree, vormals Caiña-Lindemann, * 26. November 1962 in Boborás, Galicien) ist eine spanische, in Deutschland aufgewachsene Wirtschaftsmanagerin. Sie war von 2012 bis 2019 Vorstandsmitglied der BMW AG.

## Leben
Caiña Carreiro-Andree kam als Dreijährige nach Deutschland. 1982 legte sie im sauerländischen Menden ihr Abitur ab und absolvierte danach bis 1984 eine Berufsausbildung zur Industriekauffrau bei den in Werdohl ansässigen Vossloh-Werken, einem mittelständischen Unternehmen für Schienenfahrzeugtechnik und -infrastruktur. Als Mitarbeiterin arbeitete sie sich dort in der Unternehmenshierarchie nach oben. So war sie zunächst als Assistentin der Geschäftsführung tätig und absolvierte parallel von 1989 bis 1993 eine berufsbegleitende Weiterbildung mit Abschluss als Betriebswirtin (VWA), woraufhin sie ins Personalwesen wechselte. Im Jahr 1999 wurde sie schließlich Personalvorstand des Unternehmens und damit verantwortlich für die zu dieser Zeit rund 5.000 bei Vossloh tätigen Arbeitskräfte.
Im Jahr 2006 wechselte sie als Verantwortliche für die Führungskräfte zur Deutsche Bahn AG/DB Mobility Logistics. Seit April 2011 war sie Leiterin HR des Ressorts „Transport und Logistik“ der DB Mobility Logistics AG und zudem auch Personalvorstand der Schenker AG in Essen, der Führungsgesellschaft im Geschäftsfeld DB Schenker Logistics.
Im Juli 2012 wechselte sie in den BMW-Vorstand und übernahm dort die Leitung des Ressorts „Personal und Sozialwesen“ und die Funktion der Arbeitsdirektorin. In ihren Verantwortungsbereich fielen damit weltweit über 100.000 Arbeitskräfte von BMW. Sie war die erste Frau im Vorstand von BMW und wurde zum Zeitpunkt ihrer Berufung die zehnte Frau in einem Führungsgremium der 30 DAX-Konzerne. In der Vergangenheit äußerte sie Medienberichten zufolge ihre ablehnende Haltung gegenüber Frauenquoten. Der damalige BMW-Vorstandsvorsitzende Norbert Reithofer nannte im März 2012 gegenüber der „Welt“ für 2020 bei Frauen in Führungspositionen bei BMW einen „Zielkorridor von 15 bis 17 Prozent“. Als ein weiteres Konfliktfeld in ihrem Verantwortungsbereich im Zusammenhang mit Betriebsrat und Gewerkschaften galt das Thema Leiharbeit bei BMW.
Milagros Caiña Carreiro-Andree ist mit dem ehemaligen Vossloh-Vorstandssprecher Werner Andree verheiratet.